# Karate Chop
Karate Chop è un singolo del rapper statunitense Future, pubblicato il 19 febbraio 2013 come secondo estratto dell'edizione deluxe del secondo album in studio Honest.

## Antefatti e pubblicazione
Karate Chop è stata originariamente scritta da Future e Lil Wayne e prodotta da Metro Boomin. La versione originale conteneva una strofa del rapper Casino, membro della Free Band Gang, ed era stata inclusa nel mixtape We Are Radio 6 di DJ Spinz e DJ Pretty Boy Tank. Future ha presentato per la prima volta il brano il 25 gennaio 2013, rendendolo ufficialmente disponibile sulle radio locali quattro giorni dopo.
Metro Boomin ha rivelato in un'intervista per la rivistak XXL come è nato il disco: «In realtà ho fatto quel beat prima di trasferirmi ad Atlanta... Non mi è mai piaciuto molto, ma una volta trasferitomi ho iniziato ad andare in studio con Future tutti i giorni. Un giorno non sono venuto e quando mi sono presentato il giorno dopo ho suonato Karate Chop. E non mi è piaciuta per niente. Poi ogni volta che la gente veniva in studio, lui suonava sempre il brano». La canzone è stata ufficialmente remixata con la partecipazione di Lil Wayne ed è stata pubblicata il 19 febbraio 2013 come singolo principale del suo prossimo album in studio, Future Hendrix, che è stato poi rinominato Honest.

## Accoglienza
Pitchfork ha classificato il brano all'ottantesimo posto della lista delle 100 migliori canzoni del 2013, affermando che «Le sue rime staccate, la performance estremamente drogata e il gorgheggio assistito dal computer riducono i suoi versi a un'accozzaglia di fonemi che bisogna strizzare gli occhi per riconoscere come parole vere e proprie. Abbinata a un beat del produttore prodigio Metro Boomin che abbina un lick di chitarra sintetizzata alla Hendrix con clacson fragorosi in stile Inception, la canzone annuncia la sua nuova spinta verso l'aggiornamento della psichedelia anni '60 per l'era digitale».

## Controversie
La canzone ha suscitato molte polemiche a causa di una barra presente nella strofa di Lil Wayne, che recita «Beat that pussy up like Emmett Till (Picchia quella figa come Emmett Till)». La famiglia del ragazzo, morto assassinato negli anni '50 in seguito ad una feroce aggressione per aver approcciato una donna bianca, ha espresso la propria ira nei confronti del brano, tanto che la Epic Records decise di scusarsi pubblicamente e di rimuovere la canzone dai servizi streaming. Future ha dichiarato in un'intervista a MTV di essere sicuro che Lil Wayne non volesse offendere nessuno, affermando: «Il brano è stato fatto da una buona posizione e con buona arte, e [Lil Wayne] non aveva cattive intenzioni quando la pensava in quel modo». In seguito, il brano è stato ripubblicato senza la strofa incriminata e, a seguito di questa faccenda, Mountain Dew ha deciso di rescindere il proprio contratto di collaborazione con Lil Wayne.

## Classifiche

### Classifiche settimanali
| Classifica (2013) | Posizione massima |
| ----------------- | ----------------- |
| Stati Uniti       | 82                |